# Cewnik urologiczny

Cewniki urologiczne:
A - cewnik Nelatona B - cewnik Couvelaire'a C - cewnik Tiemanna D - cewnik Malecota E - cewnik Pezzera F - cewnik Foleya
1 - port i kanał odprowadzania moczu 2 - port i kanał balonu

Cewnik urologiczny jest cienką rurką z tworzywa sztucznego wprowadzaną do pęcherza w celu odprowadzenia moczu. Cewnik jest używany w sytuacjach, kiedy naturalny odpływ moczu jest utrudniony. Cewnikowanie pęcherza jest również częścią niektórych badań diagnostycznych np. cystometria (urodynamika) czy cystografia.

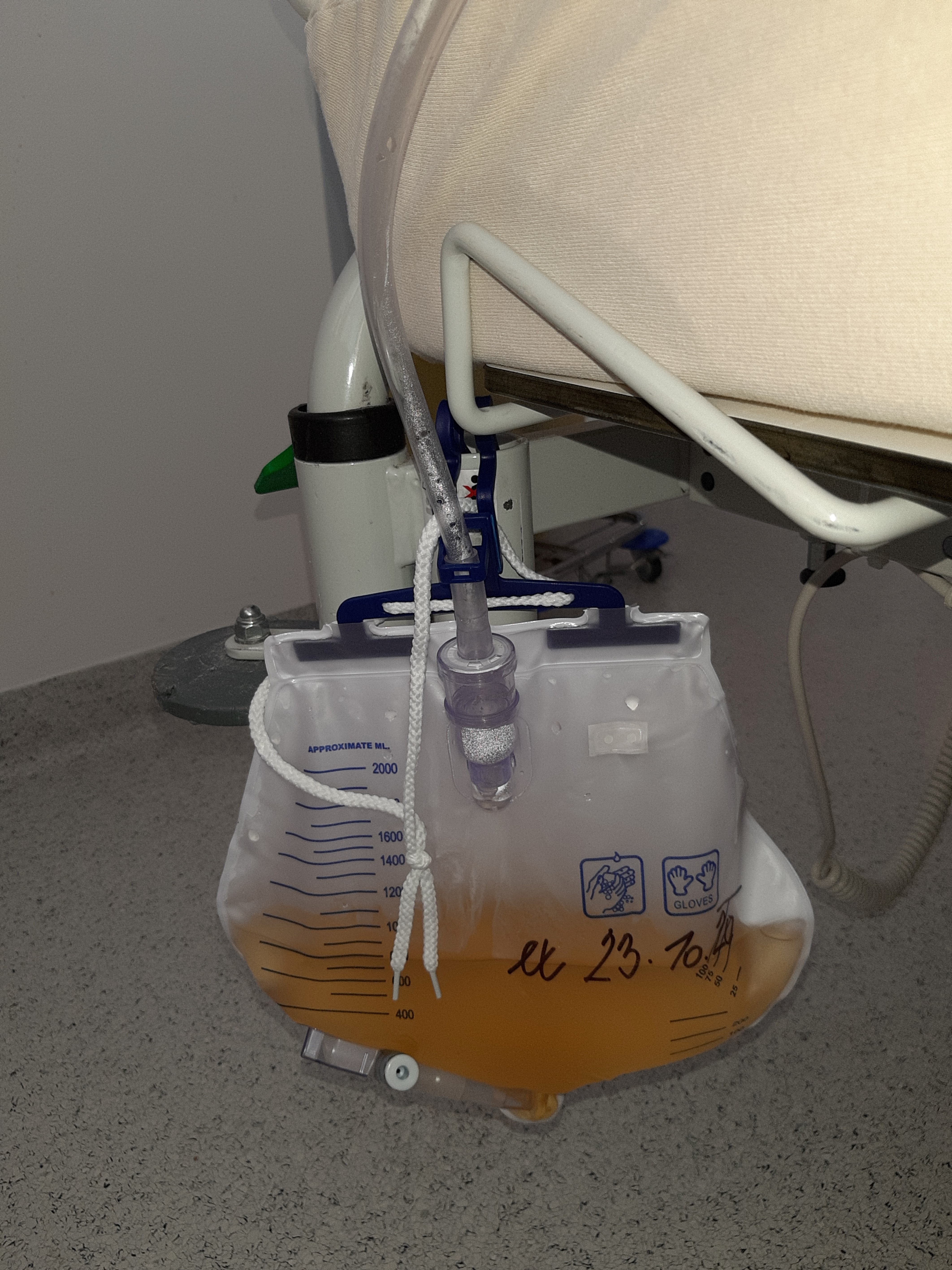
worek z moczem

Rozmiar cewnika w skali French (oznaczenie F lub Ch) określa w przybliżeniu długość obwodu jego przekroju wyrażoną w mm.
1 F = 0,33 mm średnicy zewnętrznej cewnika, stąd średnica cewnika Ch 9 wynosi około 3 mm. 
Długość cewników dla mężczyzn wynosi 400 mm, dla kobiet 180 mm (co związane jest z różną długością cewki moczowej u obu płci).
Ze względu na budowę i przeznaczenie cewniki wkładane do pęcherza przez cewkę moczową dzieli się na kilka typów:
- cewnik Nelatona,
- cewnik Foleya,
- cewnik Couvelaira,
- cewnik Tiemanna,
- cewnik Malecota,
- cewnik Pezzera,
- cewnik Dufoura z balonem.

Stosuje się również cewniki nadłonowe (wprowadzane do pęcherza przez wykonany chirurgicznie otwór w powłokach brzusznych) oraz cewniki moczowodowe (wprowadzane do moczowodu w znieczuleniu ogólnym celem umożliwienia odpływu moczu z nerki do pęchęrza).
Cewniki urologiczne są sprzętem jednorazowego użytku.